# Rajzolatok a Társas Élet és Divatvilágból

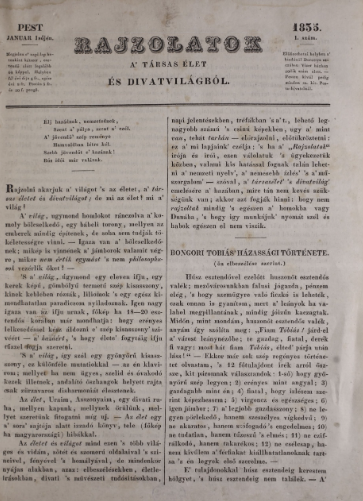
A lap első száma

A Rajzolatok a Társasélet és Divatvilágból című magyar „divatlap” (mai értelemben inkább bulvárlap), 1835 és 1839 között jelent meg Pesten. Első főszerkesztője Munkácsy János volt.

## Története
A Rajzolatok a Társasélet és Divatvilágból először 1835. január 1-én megjelenő divatlap. Szerkesztője és kiadója Munkácsy János volt. A nyomdai munkákat a budai Egyetemi Nyomda, 1837-től pedig Füskuti Landerer végezte, később Gyurián és Bagó a „Vizi városban, Fő utca 150. szám” alatt. A Rajzolatok – miként a Regélő-Honművész – hetenként kétszer került utcára, nagy negyedréten, nyolc lapon, kéthasábosan. A nyomdával együtt változott a betűtípus, a címoldal, de még az embléma is. Az első, puritánul egyszerű, nemes vonalú klasszicizáló lantot díszesebb, virágkoszorúkkal övezett lant váltotta fel, míg végül 1839-ben megjelent a Janus-fő: egyik arca a lantból, kottalapból és festőpalettából komponált csendéletre, a másik a földgömbre, a körzőre és a tervrajzra tekint, az építészet és a tudomány szimbólumaira.

### Jelmondata
„Szebb jövendőt a Hazának, bús idői már valának.”

## Külső hivatkozások
- Digitalizált kötetek a REAL-J-ben